# Taylor Zakhar Perez
Taylor Zakhar Perez (Chicago, 24 dicembre 1991) è un attore statunitense noto per aver interpretato il ruolo di Alexander Gabriel Claremont-Diaz in Rosso, bianco & sangue blu (2023).

## Biografia
Nato a Chicago il 24 dicembre 1991 e cresciuto a Chesterton, nell'Indiana. Ha frequentato la Chesterton High School, dove faceva parte della squadra di nuoto. Perez è di origine mediorientale, mediterranea e messicana.
È il sesto di otto figli. Grazie al nuoto, ha vinto una borsa di studio presso la Fordham University, ma l'ha rifiutata per frequentare l'UCLA dove si è laureato in spagnolo, cultura e comunità, con una specializzazione in TV e film.
Perez ha iniziato la sua carriera teatrale partecipando ad alcuni musical nei teatri d'opera. Successivamente, si è trasferito a Los Angeles, dove ha, inoltre, intrapreso una carriera da modello.

## Carriera
Perez ha iniziato la sua carriera apparendo in vari programmi televisivi di successo come iCarly, Suburgatory, Young & Hungry, Code Black e Scandal.
Nel 2020, Perez ha intrapreso il ruolo di Marco Valentin Peña in The Kissing Booth 2 di Netflix al fianco di Joey King. Per interpretare tale ruolo, ha preso lezioni di coreografia e chitarra. Nel 2021, ha ripreso il suo ruolo in The Kissing Booth 3.
Nel 2022, Perez ha recitato nella serie di HBO Max Minx nel ruolo di Shane Brody. Ha, inoltre, recitato nella commedia 1Up nel ruolo di Dustin.
A giugno 2022, viene annunciato che Perez sarà il protagonista dell'adattamento cinematografico del romanzo LGBT, Rosso, bianco & sangue blu, prodotto da Amazon Prime Video, in cui interpreterà il figlio della Presidente degli Stati Uniti, Alex Claremont-Diaz, al fianco di Nicholas Galitzine. Il film è stato pubblicato ad agosto 2023.

## Filantropia
All'inizio della pandemia, Perez ha collaborato con Variant Malibu, un'azienda di tecnologia 3D che realizza mascherine, riducendo del 90% gli scarti di produzione tradizionali. Alcune di tali mascherine sono state disegnate da lui stesso, con l'aiuto di alcuni colleghi di The Kissing Booth 2, Joel Courtney, Joey King, Meganne Young e Maisie Richardson-Sellers. Il ricavato della vendita è stato donato a un'organizzazione di Chicago che aiuta i bambini con disabilità, gli adulti e le famiglie con figli disabili appartenenti alla comunità ispanica.
«Mi piace davvero affondare i denti in questioni sociali e dire: “Questo è quello che so. Questo è quello che sto imparando”. E forse le persone che mi seguono avranno recepito tutto quanto e l’avranno capito», ha detto Perez.

## Filmografia

### Film
- The Kissing Booth 2, regia di Vince Marcello (2020)
- Philanthropy, regia di Alison Turner (2020)
- The Kissing Booth 3, regia di Vince Marcello (2021)
- 1Up, regia di Kyle Newman (2022)
- Rosso, Bianco & Sangue Blu (Red, White and Royal Blue), regia di Matthew Lopez (2023)

### Televisione
- iCarly - serie TV, 1 episodio (2012)
- Suburgatory - serie TV. 1 episodio (2013)
- Alpha House (2014)
- Akward (2014)
- Young & Hungry - serie TV, 1 episodio (2015)
- Code Black - serie TV, 1 episodio (2016)
- 12 Deadly Days - mini serie TV (2016)
- Cruel Intentions - film TV (2016)
- Embeds - serie TV, 6 episodi (2017)
- High Expectasians - serie TV, 1 episodio (2017)
- Scandal - serie TV, 1 episodio (2018)
- Minx - serie TV, 2 episodi (2022)

## Doppiatori italiani
Nelle versioni in italiano delle opere in cui ha recitato, Taylor Zakhar Perez è stato doppiato da:
- Tommaso Di Giacomo in The Kissing Booth 2, The Kissing Booth 3
- Manuel Meli in Rosso, bianco & sangue blu